# FIVB World League 1996
De  FIVB World League 1996 was een internationale volleybalcompetitie voor mannen dat gespeeld werd tussen elf landen van 10 mei 1996 tot 29 juni 1996. Het toernooi werd gewonnen door Nederland die in de finale Italië met 3-2 versloeg. 

## Intercontinentale ronde
- De top 2 van elke groep plaatste zich voor de finale ronde.

Puntenverdeling
- bij winst met 3-0 of 3-1 :3 punten voor de winnaar ; 0 punten voor de verliezer
- bij winst met 3-2 : 2 punten voor de winnaar ; 1 punt voor de verliezer

### Pool A
| Team       | Pts | W  | L | SW | SL | SR    | PW | PL | PR |
| ---------- | --- | -- | - | -- | -- | ----- | -- | -- | -- |
| Brazilië   | 22  | 10 | 2 | 34 | 13 | 2.615 | -  | -  | -  |
| Cuba       | 18  | 6  | 6 | 24 | 24 | 1.000 | -  | -  | -  |
| Argentinië | 16  | 4  | 8 | 22 | 26 | 0.846 | -  | -  | -  |
| Spanje     | 16  | 4  | 8 | 13 | 30 | 0.433 | -  | -  | -  |

### Groep B
| Team        | Pts | W  | L  | SW | SL | SR    | PW | PL | PR |
| ----------- | --- | -- | -- | -- | -- | ----- | -- | -- | -- |
| Italië      | 23  | 11 | 1  | 34 | 10 | 3.400 | -  | -  | -  |
| Nederland   | 20  | 8  | 4  | 28 | 13 | 2.154 | -  | -  | -  |
| Bulgarije   | 16  | 4  | 8  | 17 | 25 | 0.680 | -  | -  | -  |
| Griekenland | 13  | 1  | 11 | 4  | 35 | 0.114 | -  | -  | -  |

### Groep C
| Team    | Pts | W  | L | SW | SL | SR    | PW | PL | PR |
| ------- | --- | -- | - | -- | -- | ----- | -- | -- | -- |
| Rusland | 24  | 12 | 0 | 36 | 7  | 5.143 | -  | -  | -  |
| China   | 15  | 3  | 9 | 17 | 31 | 0.548 | -  | -  | -  |
| Japan   | 15  | 3  | 9 | 16 | 31 | 0.516 | -  | -  | -  |

## Eindronde
- Alle wedstrijden in  Rotterdam, Nederland

### Groep D
- Teams van dezelfde groep speelde niet tegen elkaar.

| Team      | Pts | W | L | SW | SL | SR    | PW  | PL  | PR    |
| --------- | --- | - | - | -- | -- | ----- | --- | --- | ----- |
| Nederland | 8   | 4 | 0 | 12 | 2  | 6.000 | 202 | 128 | 1.578 |
| Italië    | 7   | 3 | 1 | 9  | 6  | 1.500 | 208 | 170 | 1.224 |
| Rusland   | 6   | 2 | 2 | 8  | 8  | 1.000 | 188 | 207 | 0.908 |
| Cuba      | 5   | 1 | 3 | 6  | 9  | 0.667 | 164 | 178 | 0.921 |
| Brazilië  | 5   | 1 | 3 | 5  | 9  | 0.556 | 172 | 183 | 0.940 |
| China     | 5   | 1 | 3 | 3  | 9  | 0.333 | 108 | 176 | 0.614 |

24 juni 1996
| Italië    | 3–1 | Brazilië | 15-9, 15-9, 11-15, 15-10      |
| Rusland   | 3–2 | Cuba     | 4-15, 15-6, 15-7, 7-15, 15-13 |
| Nederland | 3–0 | China    | 15-4, 15-7, 15-3              |

25 juni 1996
| Italië    | 3–0 | Cuba    | 15-10, 15-3, 15-6 |
| Brazilië  | 3–0 | China   | 15-4, 15-9, 16-14 |
| Nederland | 3–0 | Rusland | 15-9, 15-2, 16-14 |

26 juni 1996
| Italië    | 3–2 | Rusland  | 10-15, 10-15, 16-14, 15-4, 16-14 |
| Cuba      | 3–0 | China    | 15-10, 15-7, 15-4                |
| Nederland | 3–1 | Brazilië | 15-12, 15-9, 10-15, 15-9         |

27 juni 1996
| Italië    | 0–3 | China    | 13-15, 14-16, 13-15       |
| Rusland   | 3–0 | Brazilië | 15-13, 15-12, 15-13       |
| Nederland | 3–1 | Cuba     | 11-15, 15-10, 15-8, 15-11 |

### Finales
29 juni 1996
| 3e plaats | Rusland   | 3–2 | Cuba   | 3-15 15-7 4-15 16-14 19-17    |
| Finale    | Nederland | 3–2 | Italië | 17-15 15-12 10-15 10-15 22-20 |